# Architettura neoromanica

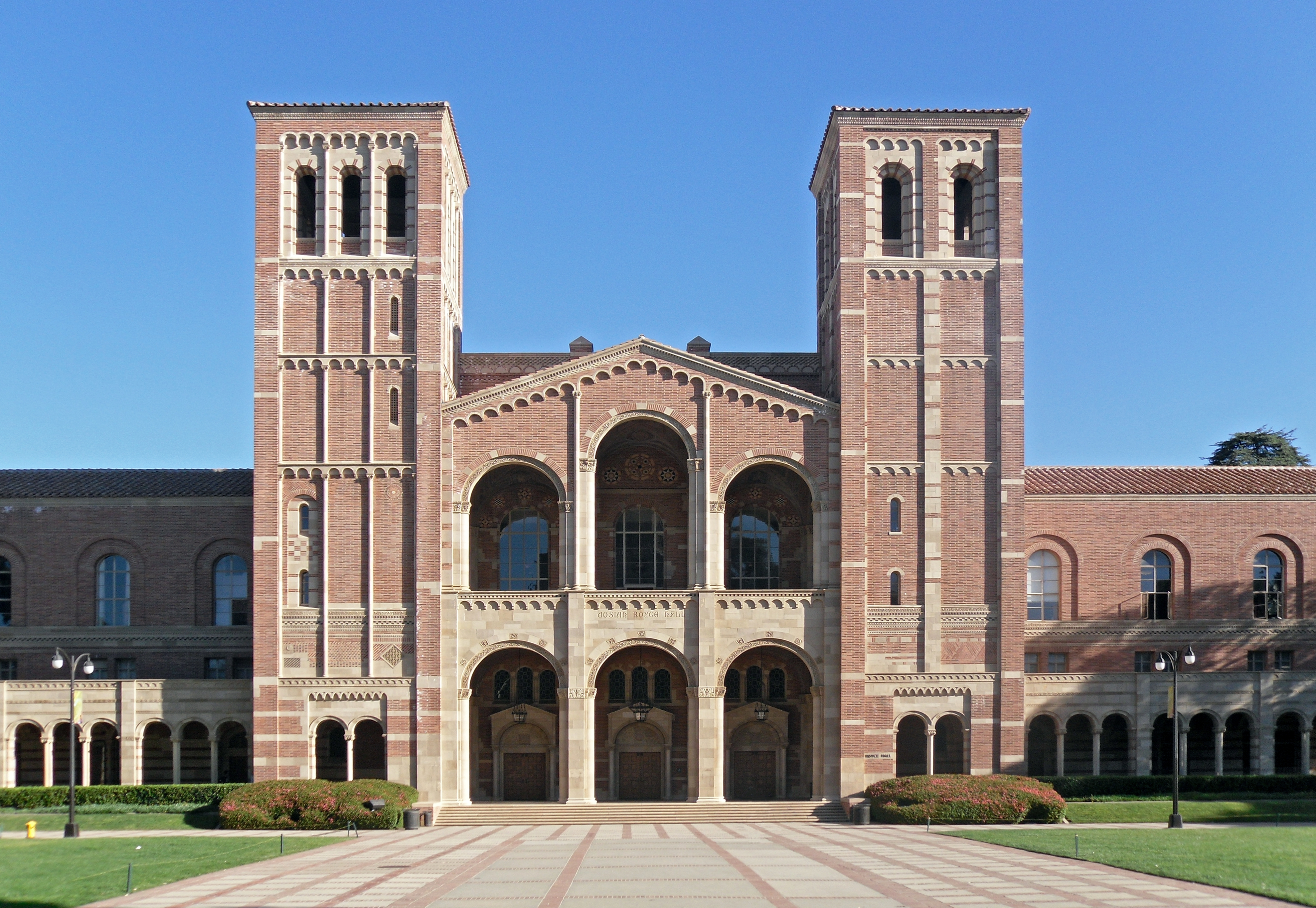
La Royce Hall dell'Università della California a Los Angeles, ispirata alla basilica di Sant'Ambrogio di Milano

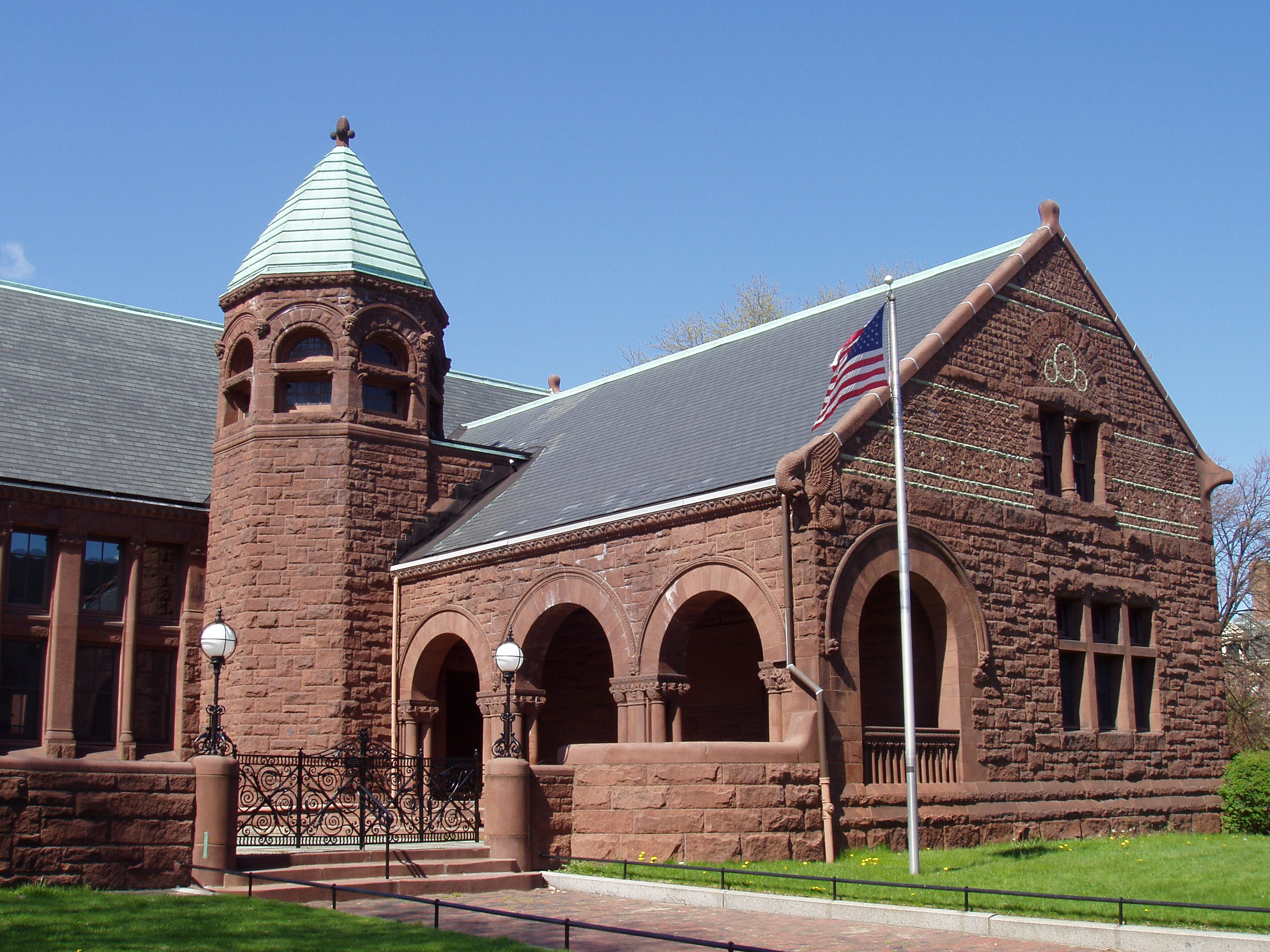
Converse Memorial Library a Malden di Richardson

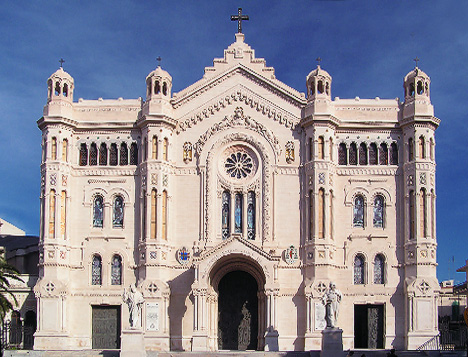
Duomo di Reggio Calabria (1917-1928)

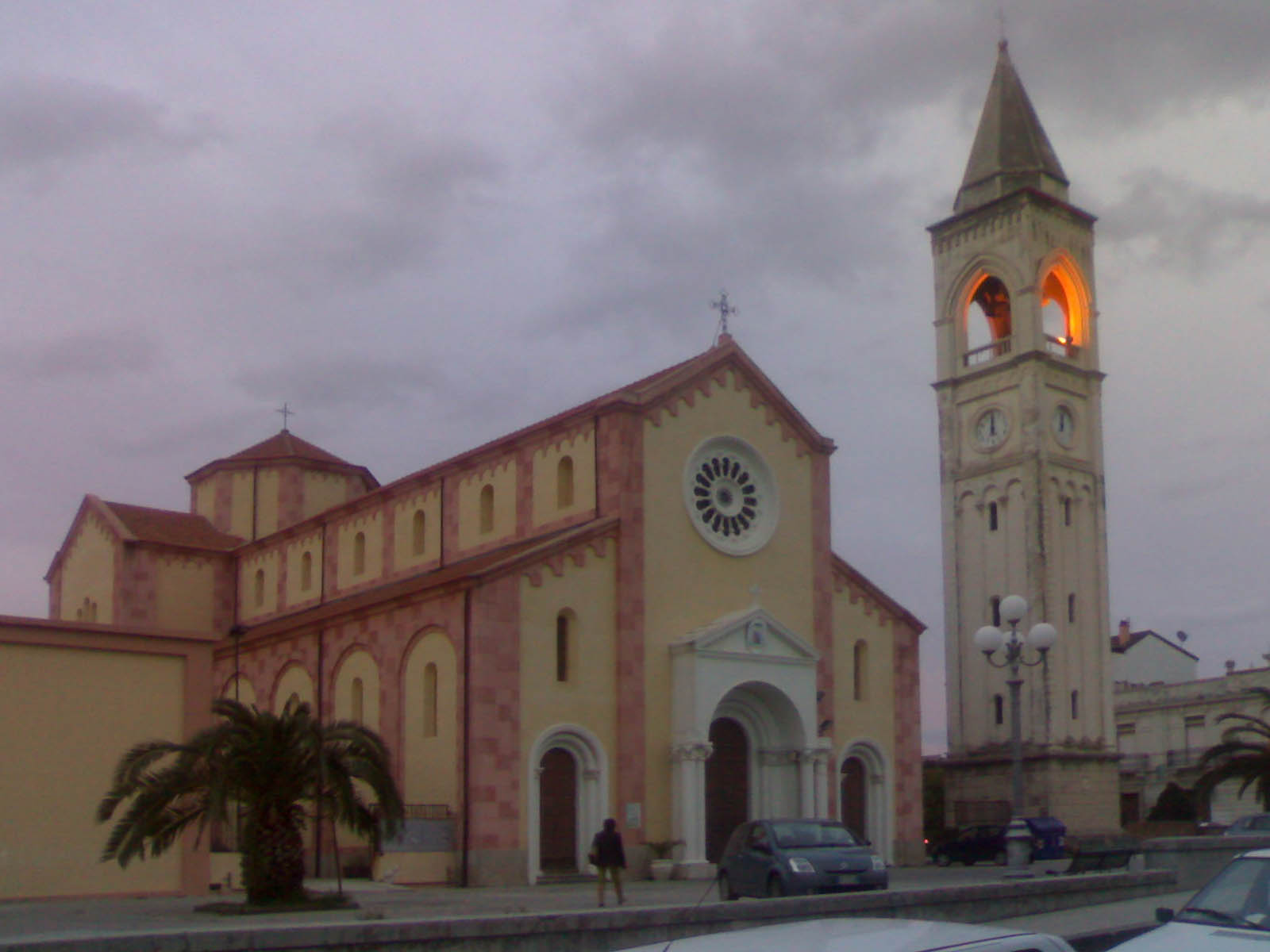
Concattedrale di Palmi (1932)

L'architettura neoromanica è stata una tendenza artistica (all'interno di una più vasta tendenza revivalista) in voga tra il 1840 ed i primi anni del Novecento, ispirata allo stile romanico dei secoli XI e XII.

## Caratteristiche
In architettura, caratteristiche peculiari di questo ritorno sono archi a tutto sesto e finestre ad arco; si tratta di elementi inseriti in schemi compositivi derivati, o addirittura copiati, dallo stile medievale. Tuttavia gli edifici neoromanici sono caratterizzati da una coerenza stilistica in forte contrasto con i modelli del passato: infatti nel Medioevo le architetture erano soggette ad interruzioni e ripensamenti.
In alcuni casi gli elementi ripresi dall'architettura romanica sono uniti a dettagli gotici, bizantini, ecc.

## Esempi
Analogamente alla Francia, dove operò Eugène Viollet-le-Duc, in Italia il neoromanico interessò soprattutto il restauro di edifici già esistenti, con la ricostruzione delle facciate di numerose chiese (ad esempio per la chiesa di San Babila e quella di Sant'Eufemia a Milano, o la facciata della Cattedrale di Cagliari); non mancano costruzioni ex novo come il Museo civico di storia naturale di Milano, progettato da Giovanni Ceruti nel 1893, il Duomo di Reggio Calabria e quello di Palmi ricostruiti dopo il terremoto del 1908. I progettisti più rappresentativi furono V. de Castro, Pietro Selvatico e Camillo Boito. Esempi di tardo ricorso allo stile romanico, anche se il più delle volte misto ad altri elementi, si ritrovano anche nel ventennio fascista (cattedrale di Tripoli, cattedrale di Asmara, cattedrale di Pescara).
Elementi neoromanici si possono riconoscere anche nell'opera di Hendrik Petrus Berlage, Louis Sullivan ed altri progettisti cosiddetti "protorazionalisti".

### Rundbogenstil
Una particolare manifestazione di questa tendenza revivalista fu il Rundbogenstil, che si sviluppò nei lander della Germania nel XIX secolo. Lo stile nacque per l'impegno di alcuni architetti tedeschi, fra tutti Heinrich Hübsch, che ricercavano uno stile di architettura nazionale. In Italia si ebbero alcuni esempi nelle province appartenenti all'Impero austro-ungarico; tra gli architetti va ricordato il goriziano Leopoldo de Claricini. Questa manifestazione nacque in opposizione al neogotico.

### Richardsonian Romanesque
Lo stile neoromanico si diffuse anche negli Stati Uniti, dove si sviluppò quello che fu denominato Richardsonian Romanesque (romanico richardsoniano), in onore dell'architetto più rappresentativo della tendenza: Henry Hobson Richardson. Questi era stato il progettista della Trinity Church a Boston (1872–77), e che costruì molti edifici rappresentativi (tribunali, edifici sacri, biblioteche ed edifici universitari).

## Altre immagini

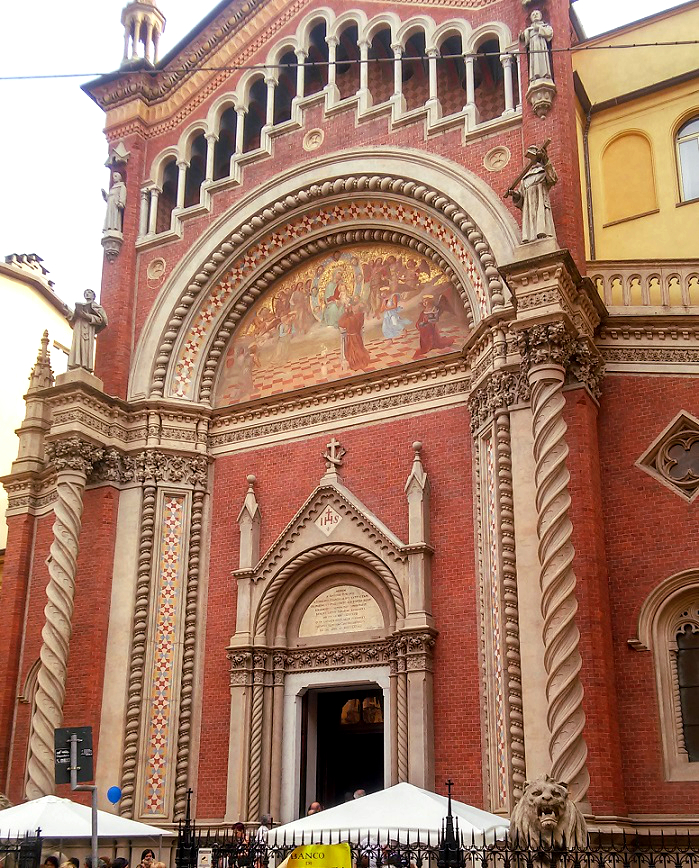
Il santuario di Sant'Antonio di Padova di Torino.
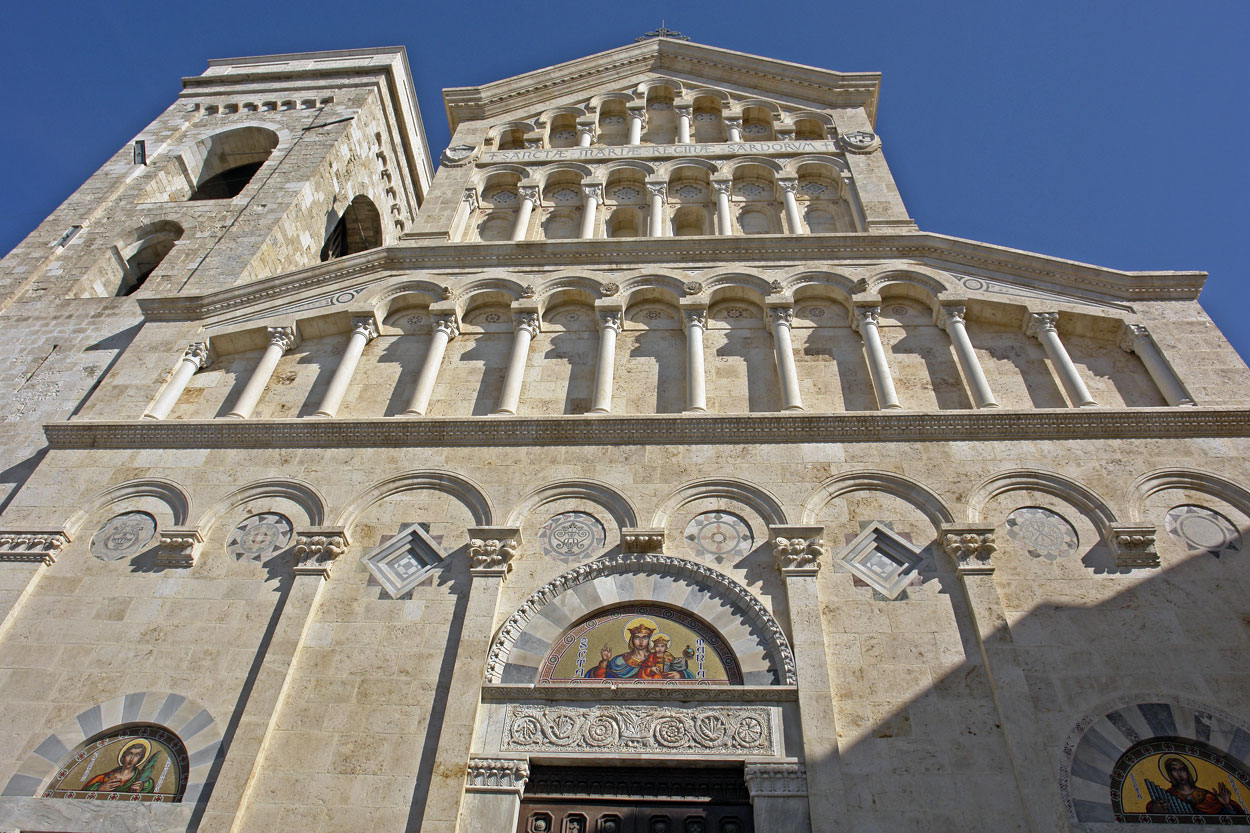
Facciata della Cattedrale di Cagliari (1933)
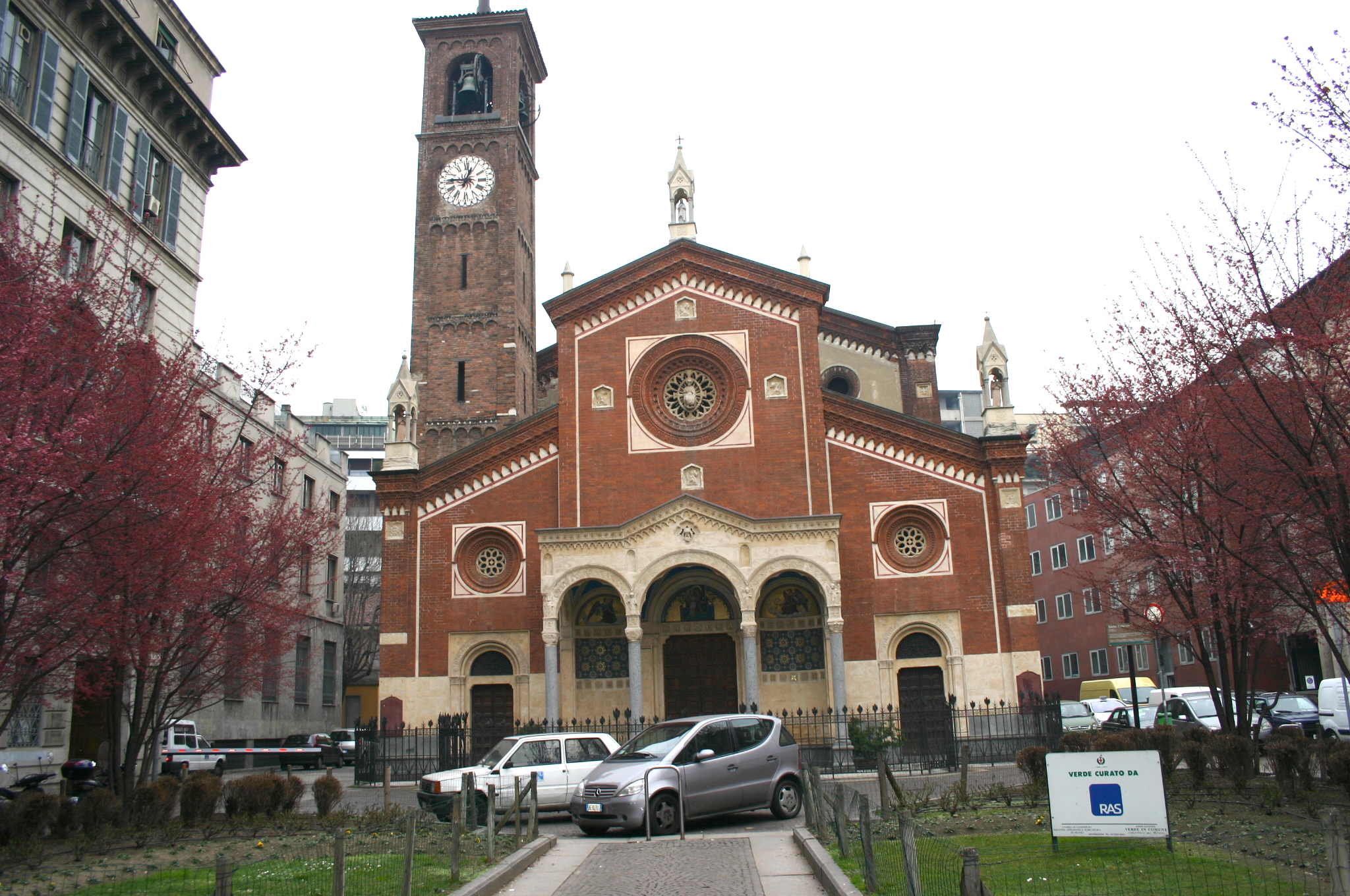
Facciata della chiesa di Sant'Eufemia a Milano
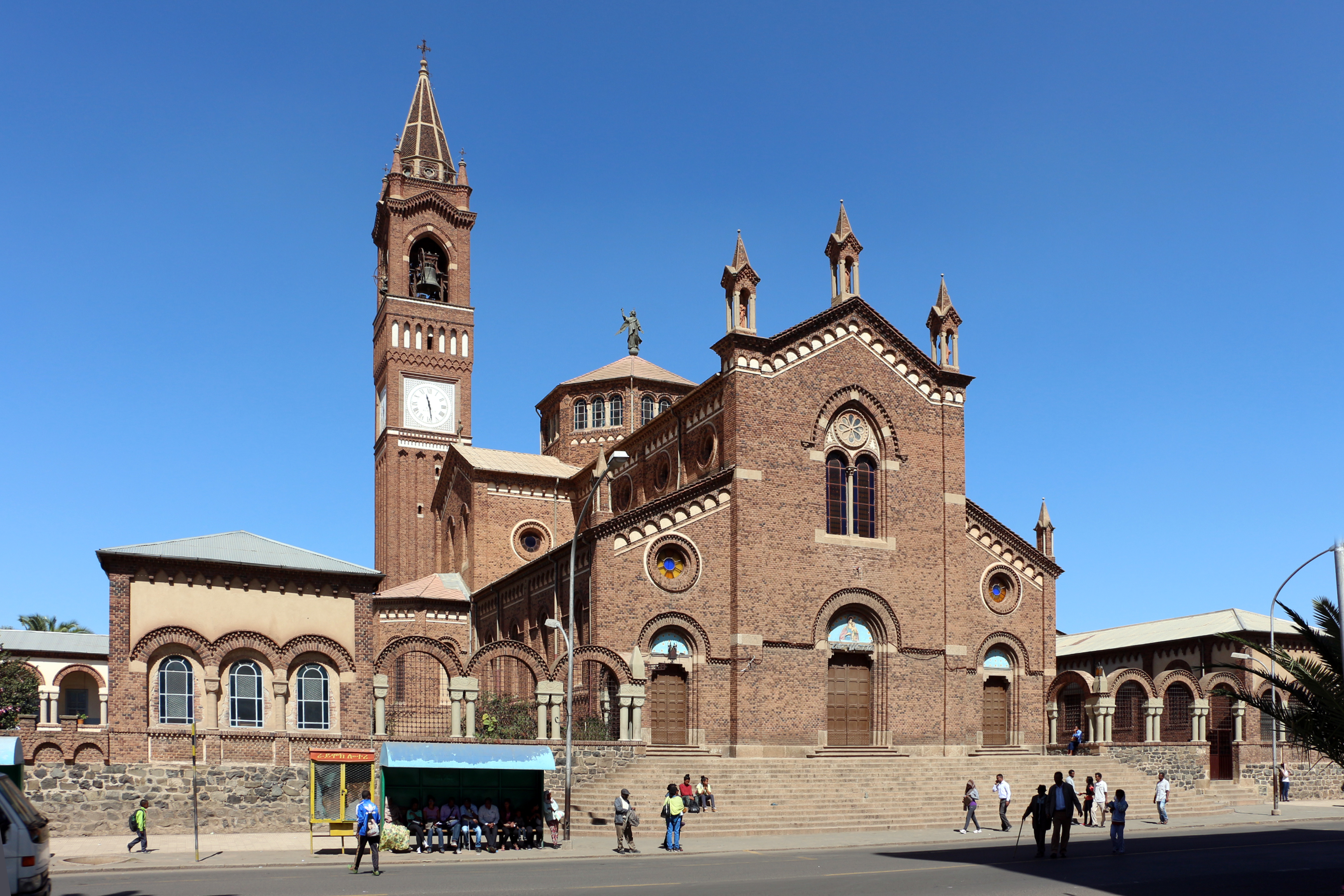
La cattedrale cattolica di Asmara
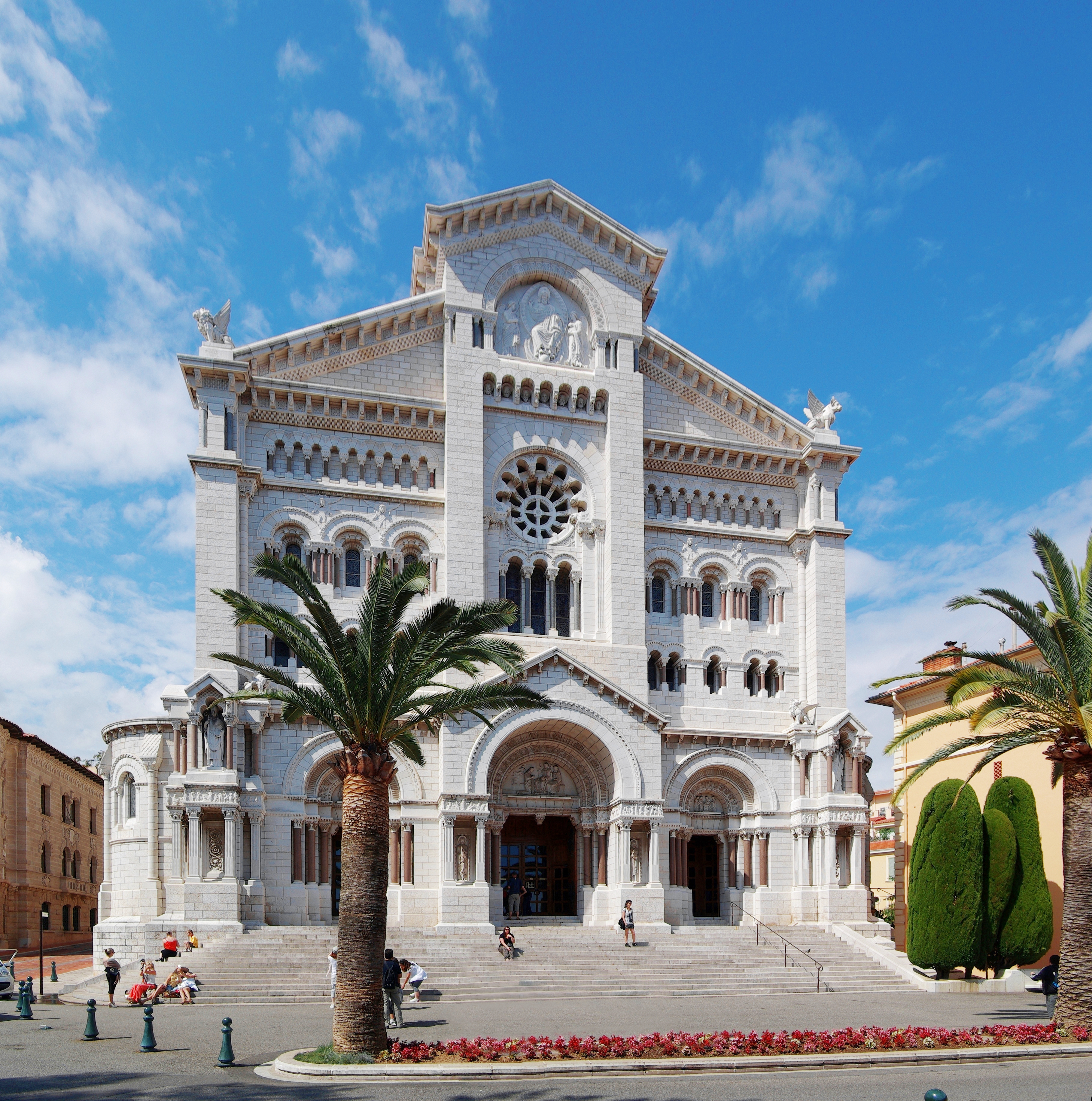
Cattedrale del Principato di Monaco
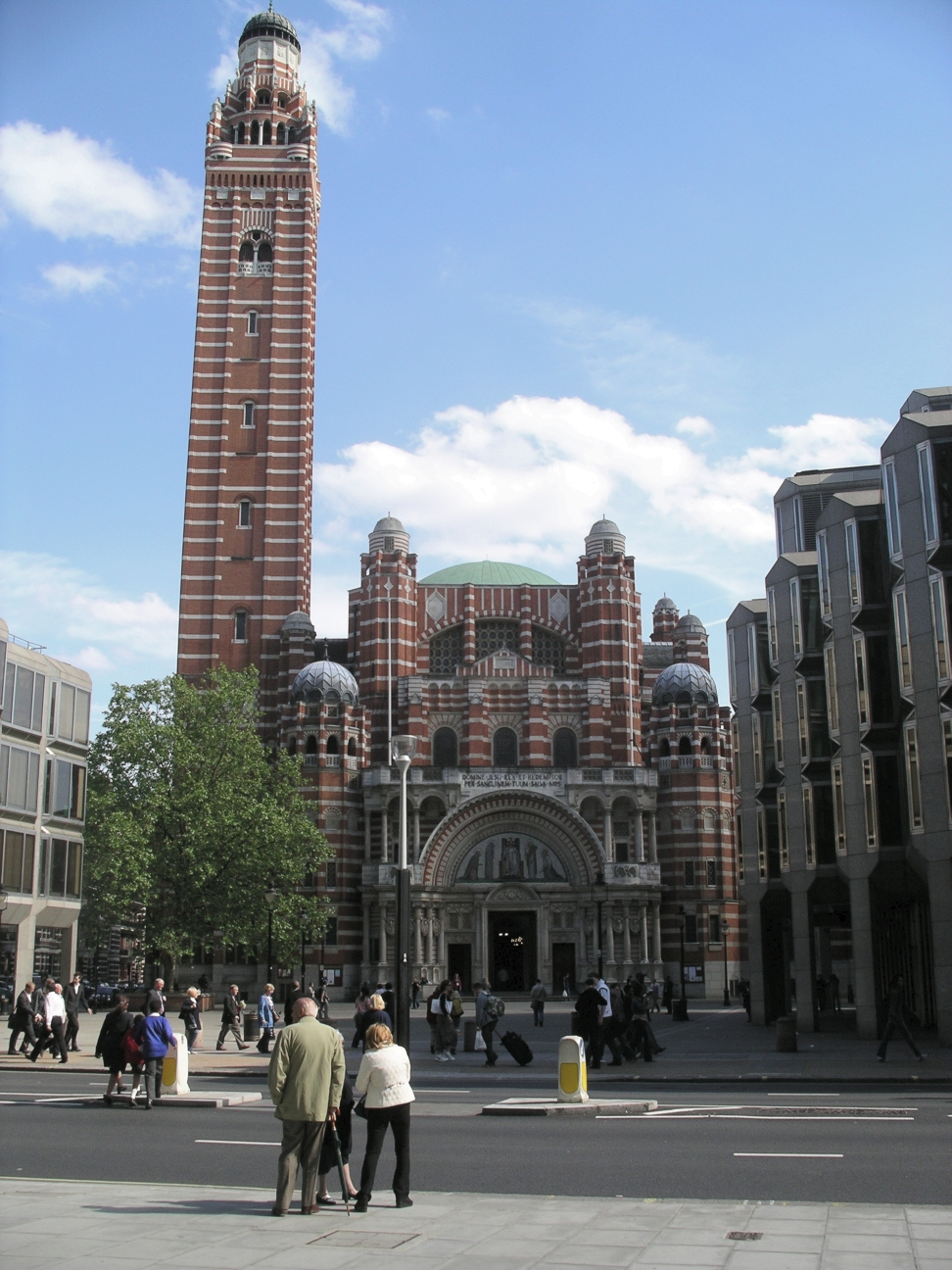
Cattedrale cattolica di Westminster (Londra)
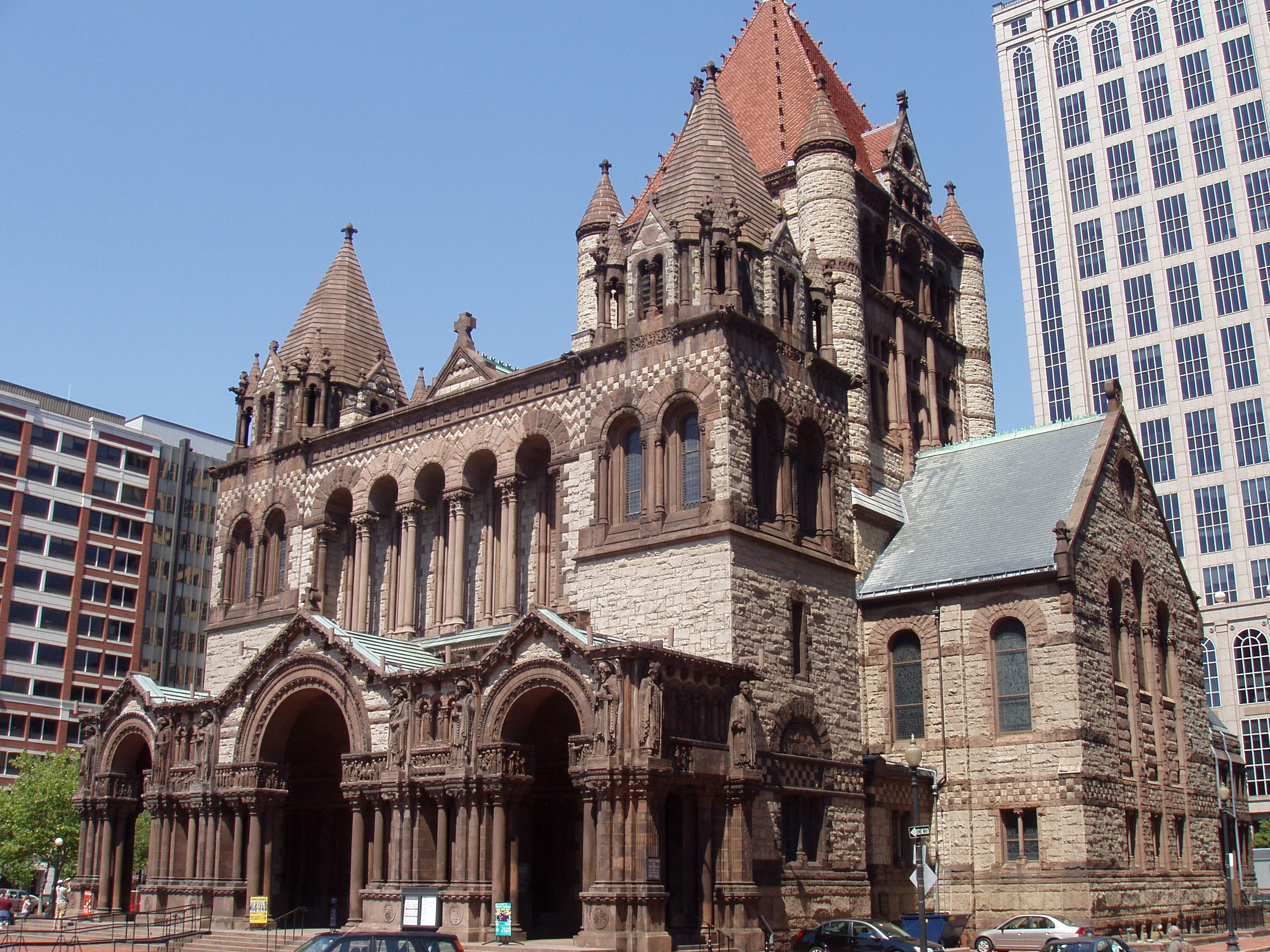
La Trinity Church di Boston
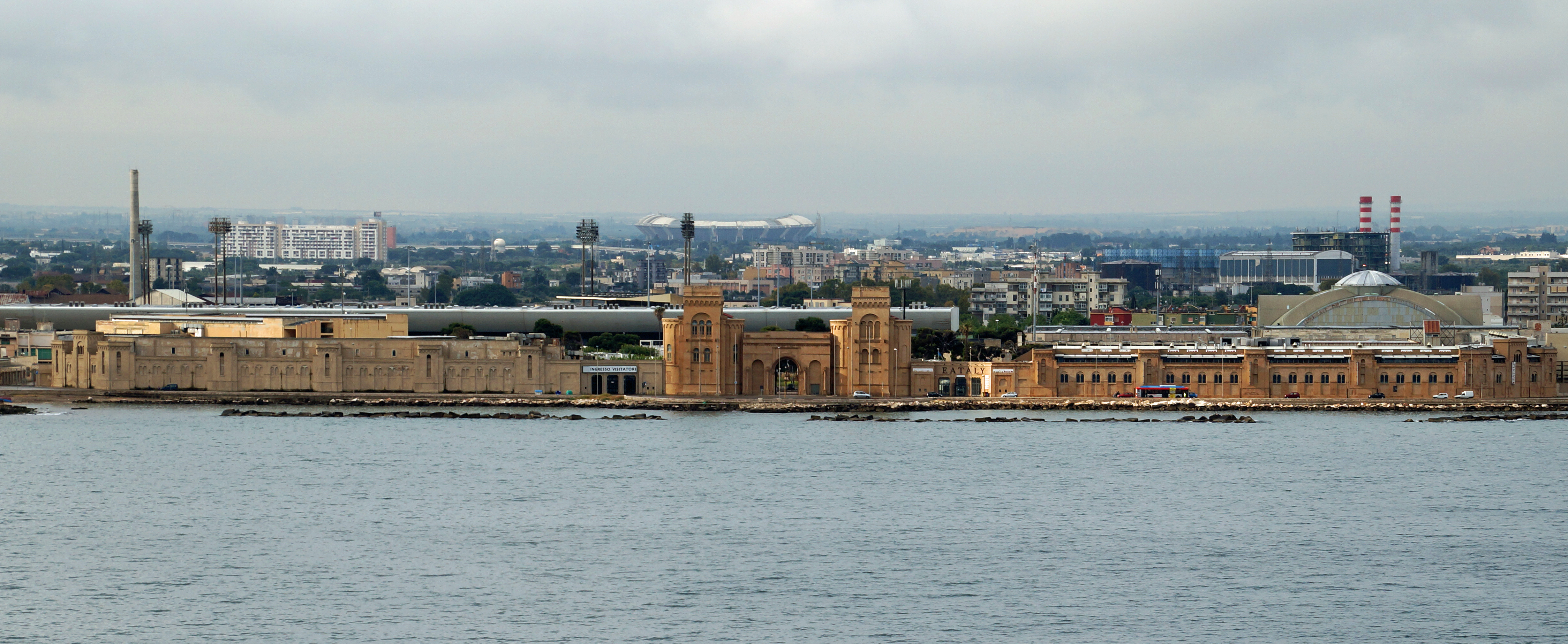
Fiera del Levante a Bari
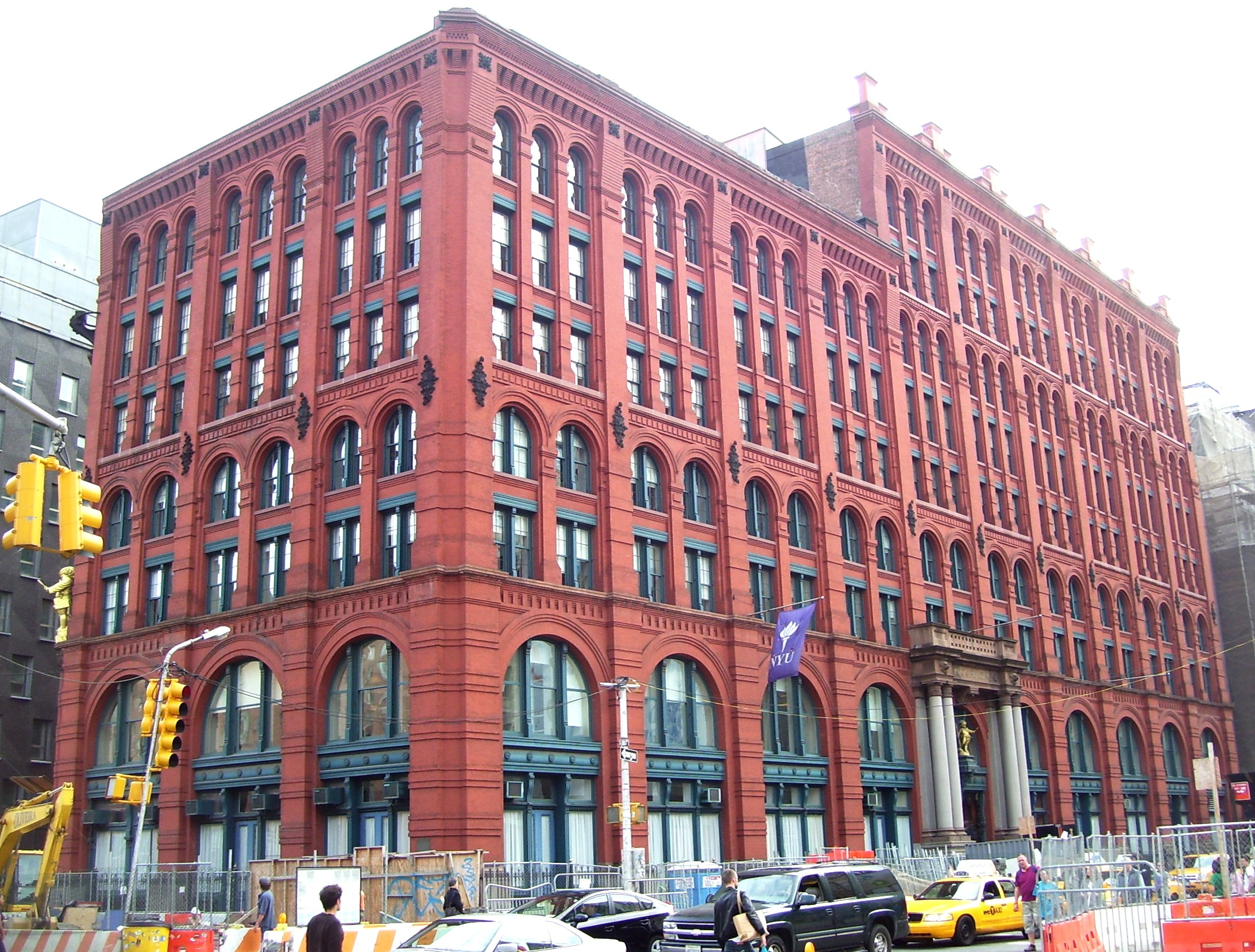
Puck Building, New York: particolare declinazione del neoromanico chiamata Rundbogenstil